# Gare de Bussière-Galant
Gare de Bussière-Galant vasútállomás Franciaországban, Bussière-Galant településen.

## Vasútvonalak
Az állomást az alábbi vasútvonalak érintik:
- Limoges-Bénédictins–Périgueux-vasútvonal
- Saillat-sur-Vienne-Bussière-Galant-vasútvonal
- Bussière-Galant-Saint-Yrieix-vasútvonal

## Kapcsolódó állomások
A vasútállomáshoz az alábbi állomások vannak a legközelebb:
- Gare de Lafarge
- Gare de La Coquille